# Strophopteryx fasciata
Strophopteryx fasciata is een steenvlieg uit de familie vroege steenvliegen (Taeniopterygidae). De wetenschappelijke naam van de soort is voor het eerst geldig gepubliceerd in 1839 door Burmeister.